# Forum de Montréal
 (mai 2025).
Si vous disposez d'ouvrages ou d'articles de référence ou si vous connaissez des sites web de qualité traitant du thème abordé ici, merci de compléter l'article en donnant les références utiles à sa vérifiabilité et en les liant à la section « Notes et références ».
Le Forum de Montréal était une salle omnisports située à Montréal, au Québec (Canada).
Le Forum est surtout connu comme le lieu où jouait et s'entraînait le club de hockey sur glace professionnel des Canadiens de Montréal de 1924 à 1996. Il est l'aréna le plus connu à l'époque des six équipes originales de la Ligue nationale de hockey.
Le promoteur Willie Spencer, avec l'aide de Louis Quilicot, animateur du club cycliste canadien éponyme, mettent sur pied la tenue annuelle des six jours de Montréal, en octobre 1929, sur la piste du vélodrome du Forum de Montréal, attirant les plus grands noms du cyclisme international. Les coureurs cyclistes canadiens francophones, qui participent aux courses de six jours en Amérique du Nord, portent les couleurs des Canadiens de Montréal.
Localisé au 2313 rue Sainte-Catherine Ouest, coin avenue Atwater, le Forum était historiquement significatif, considéré parfois comme le temple du hockey, après tous les événements sportifs s'y étant déroulés ainsi que 22 des 24 Coupe Stanley remportées par les Canadiens de Montréal et 2 remportées par les Maroons de Montréal.

## Histoire

### Forum de Montréal

#### Construction

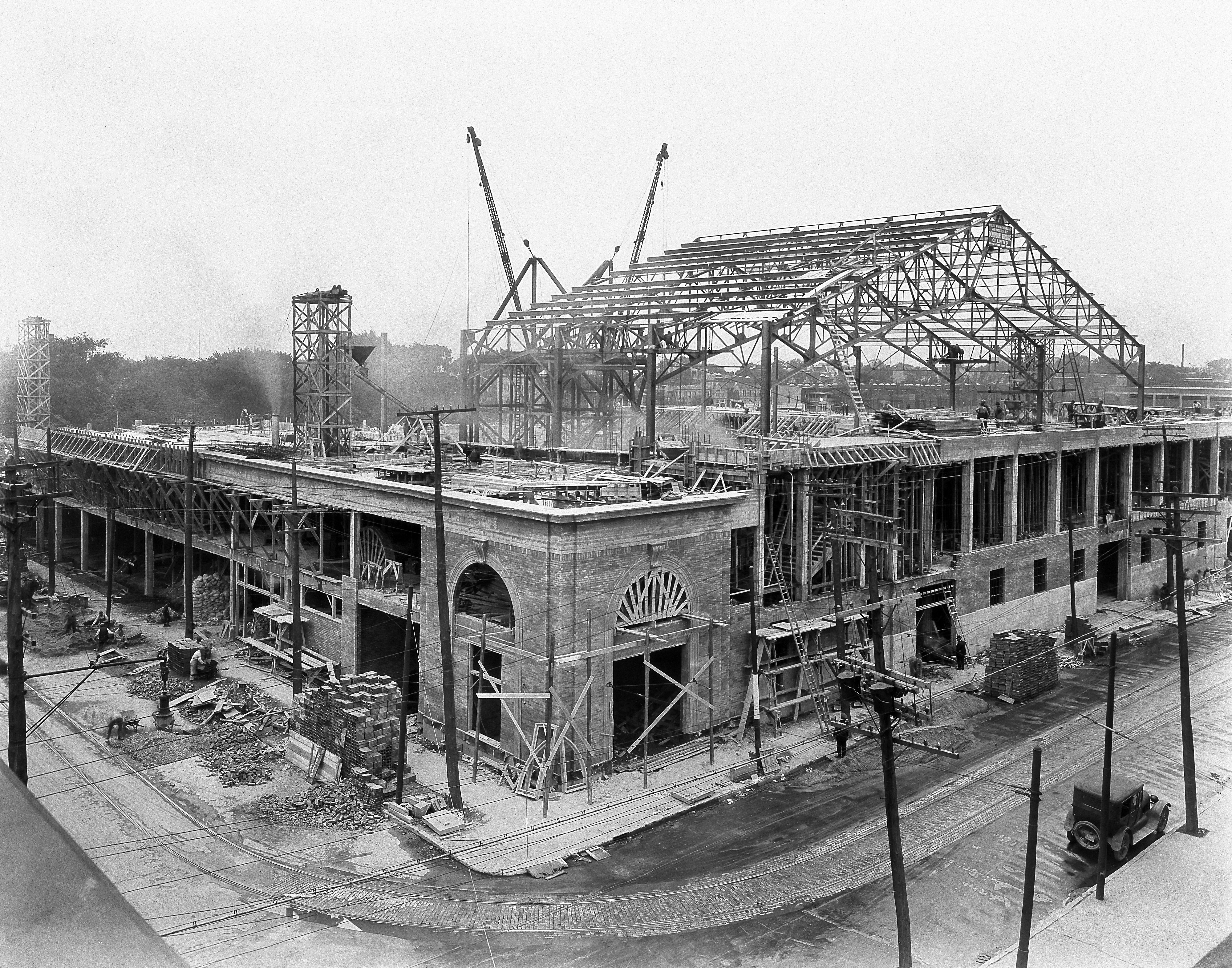
Le Forum lors de sa construction en 1924

Avant sa construction à cet endroit, on retrouvait un centre couvert de patin à roulettes ainsi qu'une patinoire extérieure qui avaient été construits par Joseph-Alphonse Christin, appelé le Forum original de Christin ou le premier Forum, et qui ouvrit ses portes le 9 novembre 1908. En 1924, un consortium achète le terrain de Christin. L'homme d'affaires Edward W. Beatty réussit à amasser la somme de 406 000 dollars canadiens pour construire un amphithéâtre de 9 300 places pour les Maroons de Montréal.
Le Forum ouvre ses portes le 29 novembre 1924 avec une partie opposant les Canadiens de Montréal aux Saint Pats de Toronto ; les Canadiens battent Toronto 7 à 1. Les Canadiens y jouent le premier match, car leur aréna de l'époque, l'aréna Mont-Royal, vient d'être détruit par un incendie. Outre les Canadiens de Montréal, le Forum a hébergé les Maroons de Montréal, les Québécois de Montréal (crosse), les Roadrunners de Montréal (Roller Hockey), et le Canadien junior de Montréal.

#### Agrandissements

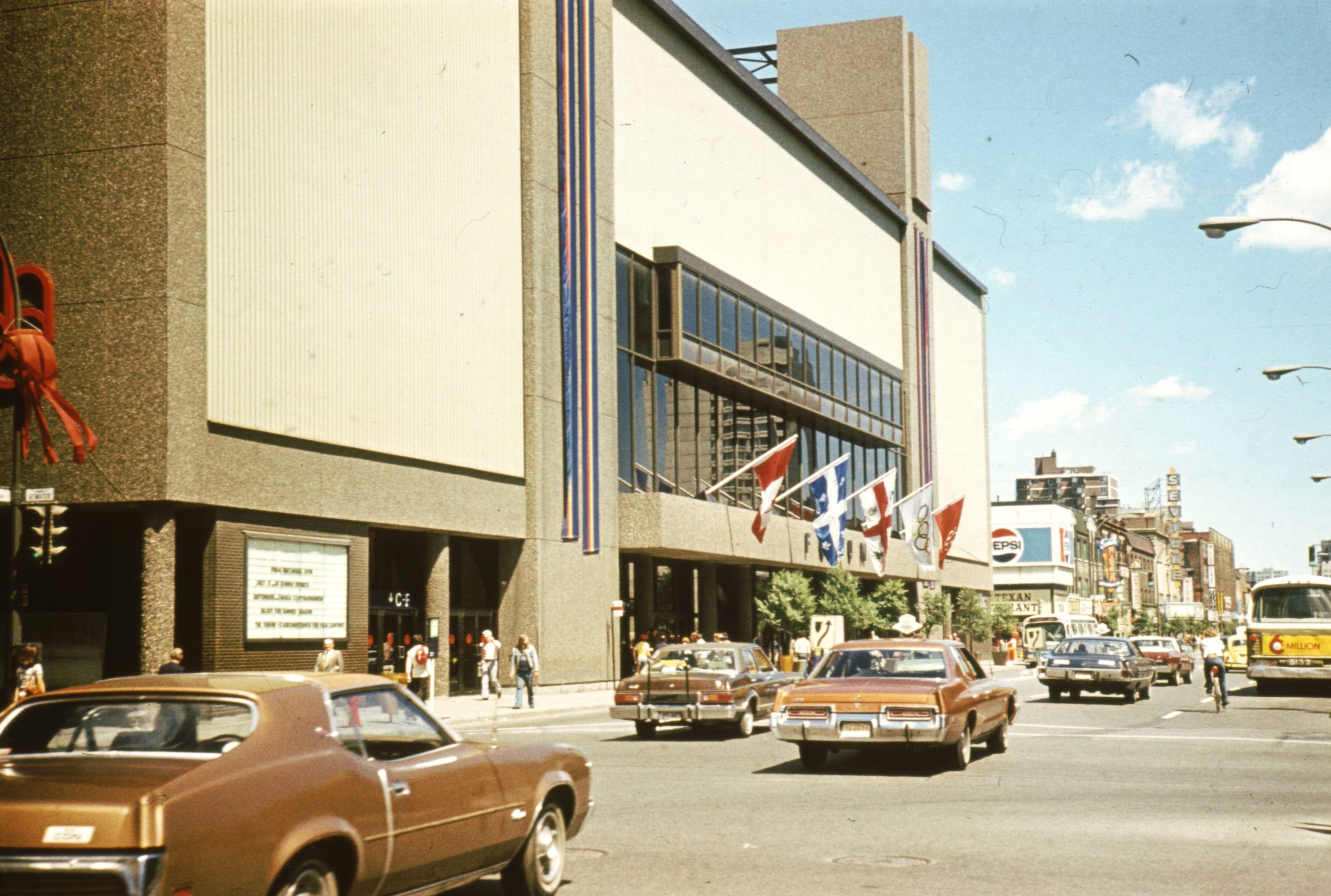
Le Forum en 1976

En 1949, on agrandit une première fois pour augmenter la capacité à 13 551 sièges. En 1968, la capacité d’accueil du Forum ne suffit déjà plus et on effectue d’importantes rénovations pour augmenter sa capacité à plus de 18 000 sièges lors des spectacles et à 17 959 pour les matchs de hockey. L'amphithéâtre a été modernisé en y ajoutant notamment des boutiques ainsi que des escaliers roulants.

#### Activités

##### Événements sportifs

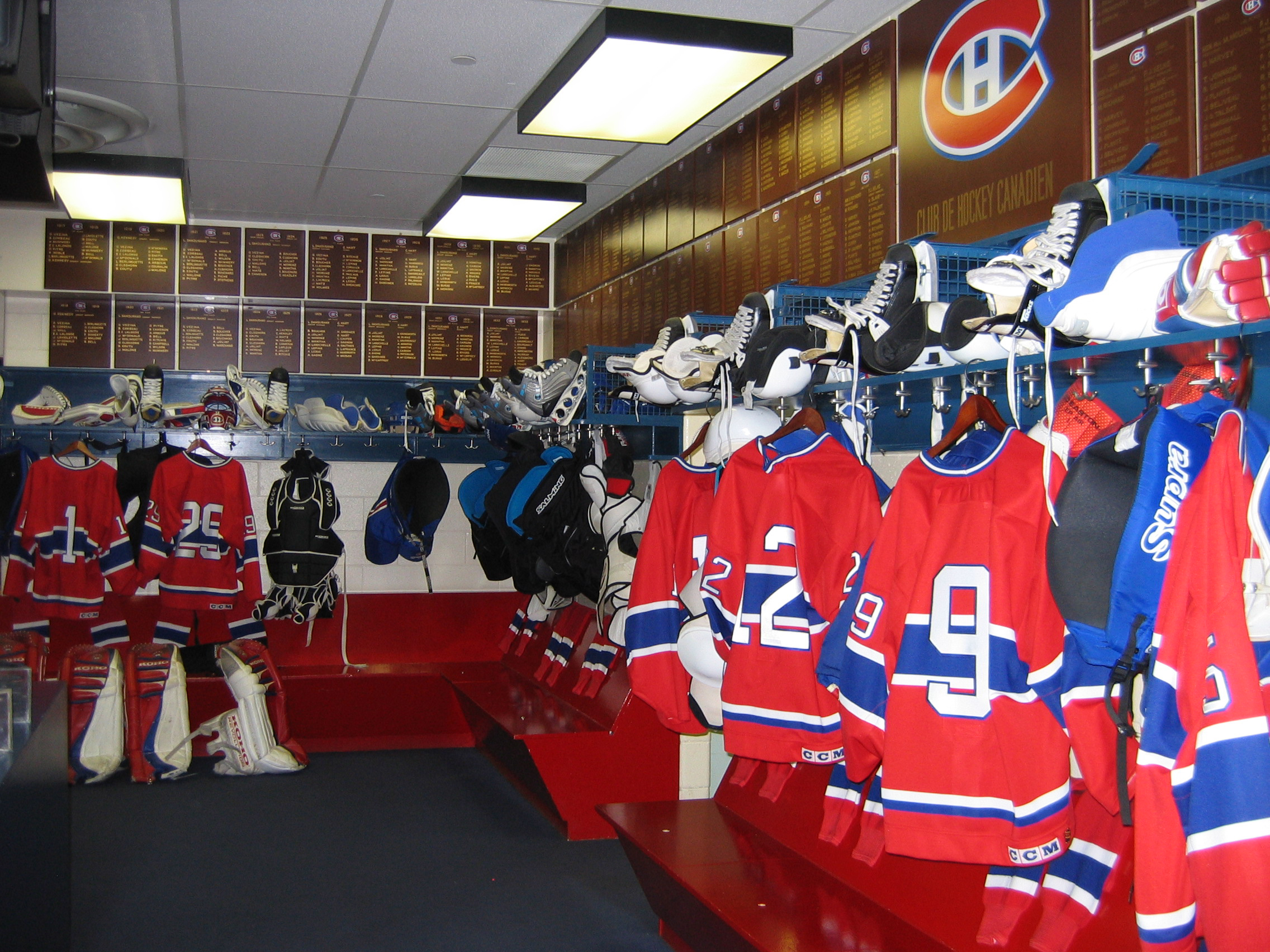
Le vestiaire des Canadiens de Montréal, à l'époque du Forum, reproduit au Temple de la renommée du hockey.

Entre 1924 et 1996, le Forum de Montréal accueille près de 90 millions de spectateurs pour de nombreux événements sportifs et artistiques. En particulier, c'est au Forum qu'auront lieu les compétitions de gymnastique des Jeux Olympiques de 1976 qui verront le triomphe de la gymnaste roumaine Nadia Comăneci. C'est aussi au Forum de Montréal qu'a eu lieu le premier match de la compétition de hockey entre le Canada et la Russie en 1972, qui fut surnommé la "Série du siècle".
Le Forum a aussi été le théâtre d'un incident marquant en 1955, lors d’un match des séries éliminatoires opposant le Canadien de Montréal et les "bruins" de Boston, alors que le hockeyeur Maurice Richard est chassé après avoir frappé un arbitre. Fortement contestée, cette décision déclenche une manifestation qui tourne à l'émeute, un événement qui est considéré comme annonciateur des bouleversements sociaux que connaitra le Québec au cours des années 1960.

##### Événements musicaux
Parmi les artistes s'étant produit régulièrement au Forum, on peut mentionner : 
- Phil Collins - 17 (11 concerts avec Genesis et 6 concerts solo)
- Céline Dion - 16
- Rod Stewart - 15 (14 concerts solo et 1 avec le groupe The Faces).
- Elton John - 12
- Rush - 12
- Peter Gabriel - 10 (9 concerts en tant qu'artiste solo et un concert au sein de Genesis)
- Jean-Marc Parent - 10

D'autres artistes ayant monté sur la scène du Forum : Renata Tebaldi, Maria Callas, Beniamino Gigli, ABBA, Diane Dufresne, Queen, The Beatles, Pink Floyd, Supertramp, Roger Waters, Leonard Cohen, Metallica, AC/DC, The Rolling Stones, Led Zeppelin, Bob Dylan, David Bowie, Roch Voisine, The Beach Boys, Céline Dion, Kiss, Jean-Marc Parent, Offenbach, Guns N' Roses, Beau Dommage, Depeche Mode et The Doors.

#### Fermeture de l'aréna
Le Forum ferme ses portes au hockey professionnel le 11 mars 1996 après une victoire des Canadiens contre les Stars de Dallas 4 à 1. C'est Andreï Kovalenko qui a marqué le tout dernier but de l'histoire de ce temple du hockey. Le match est suivi d'une brève cérémonie commémorative animée par le commentateur sportif Richard Garneau. Le texte de la cérémonie est écrit par le journaliste et scénariste Réjean Tremblay. Le dernier spectacle officiel du Forum est un spectacle de l'humoriste Jean-Marc Parent qui s'est déroulé le 31 mars 1996.
Le Forum de Montréal a été désigné lieu historique national du Canada le 1er juin 1997.

### Conversion et renommage
En mai 2001, le forum de Montréal a été converti en complexe d'amusement contenant plusieurs salles de cinéma, un restaurant-bar et une arcade de jeux incluant quilles et mur d'escalade. Il est devenu le Forum Pepsi.
En souvenir du club de hockey des Canadiens de Montréal, on a conservé quelques sièges qui sont mis en valeur dans le nouvel aménagement, ainsi que deux sculptures, l'une représentant Maurice Richard et l'autre un fan du Canadien.

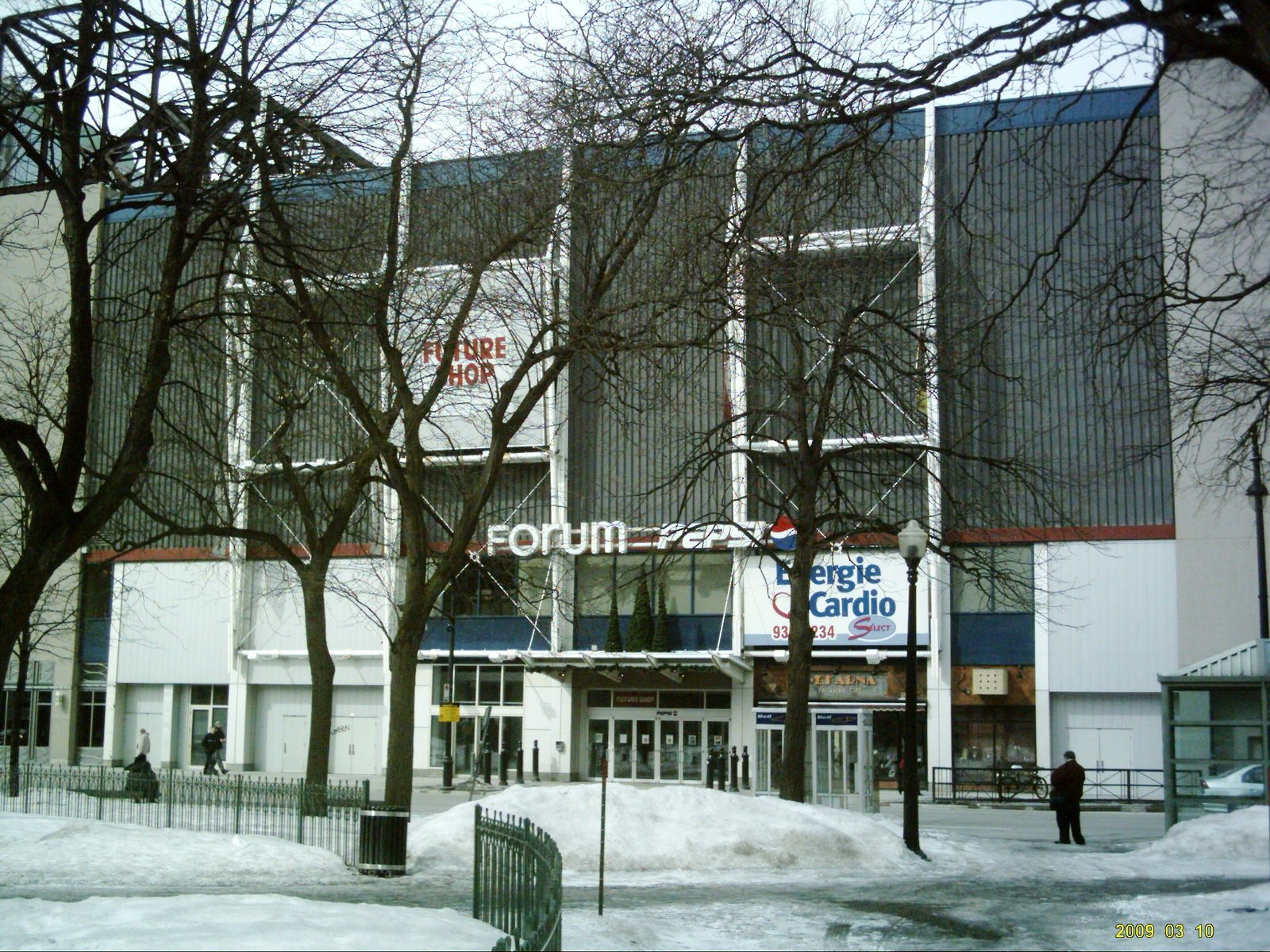
Le Forum Pepsi
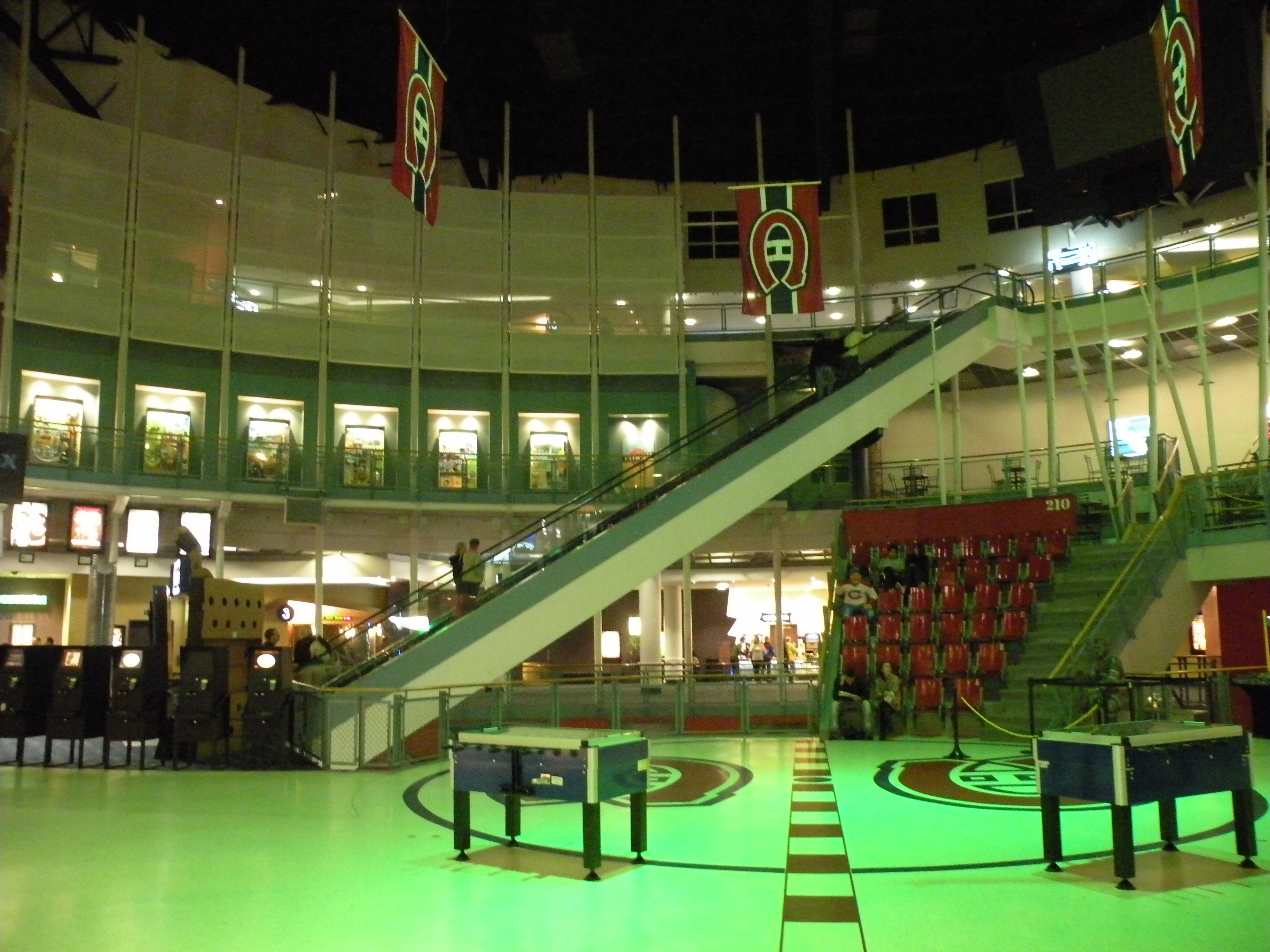
L'intérieur du Forum Pepsi
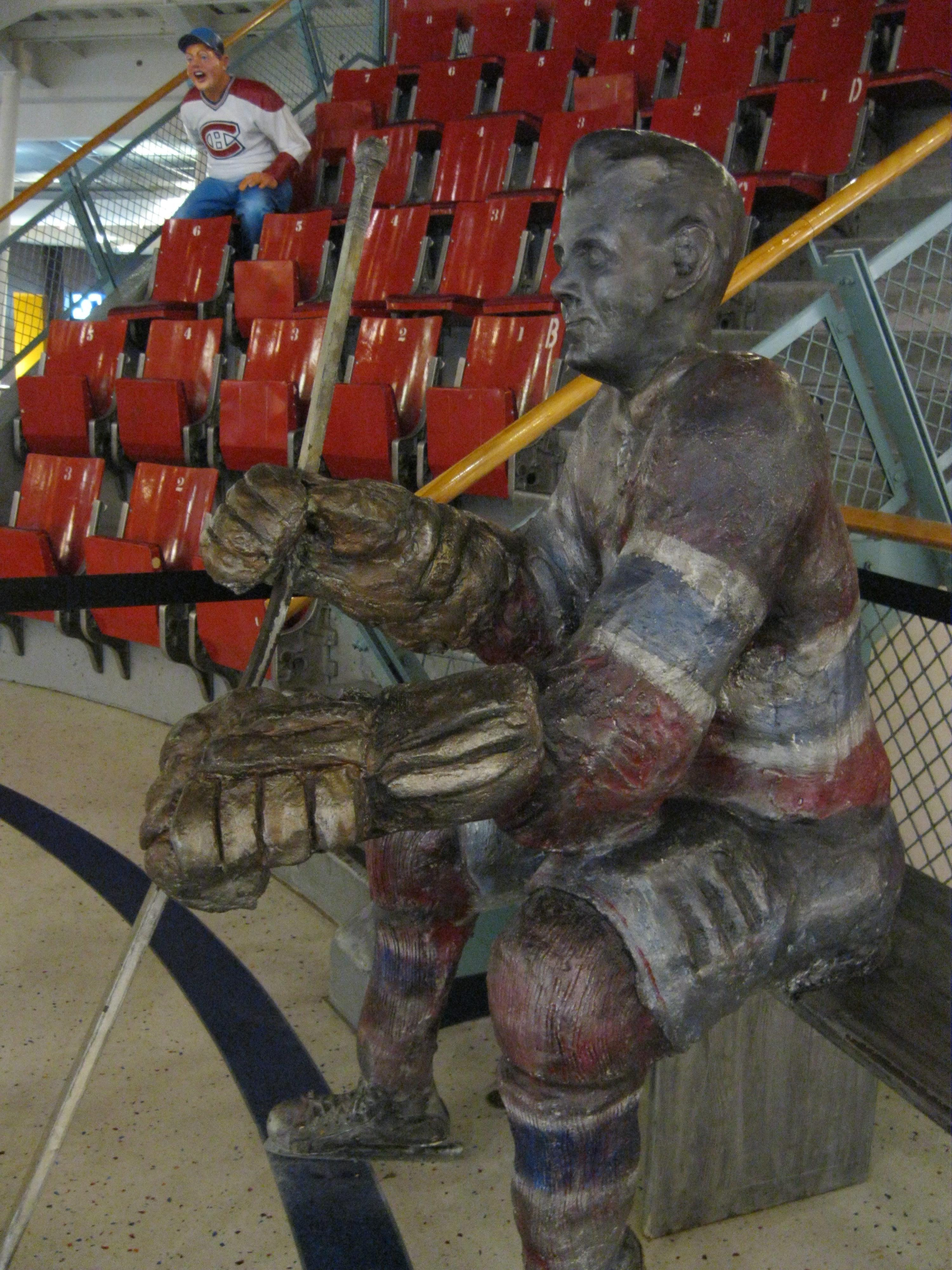
Maurice Richard et un fan

Le bâtiment est actuellement connu sous le nom de Cinémas Cineplex Forum.

## Événements
- Jeudi 11 mars 1937 se tient au Forum un dernier hommage à Howie Morenz où selon une estimation, 50 000 personnes défileront devant le disparu durant les quatre heures précédant les funérailles. Morenz s'est fracturé une jambe le 28 janvier précédant lors d'un match contre les Black Hawks de Chicago et avant son congé de l'hôpital Saint-Luc il meurt d'une embolie au début du mois de mars
- Conférence Eleanor Roosevelt le 24 février 1947
- Jeux olympiques du 14 au 31 juillet 1976

### Hockey sur glace

#### Coupe Stanley
Matchs ou la Coupe Stanley a été remportée au Forum de Montréal.
- 6 avril 1926 : Maroons de Montréal contre Cougars de Victoria (PCHA) - 2-0
- 14 avril 1928 : Rangers de New York contre Maroons de Montréal - 2-1
- 3 avril 1930 : Canadiens de Montréal contre Bruins de Boston - 4-3
- 14 avril 1931 : Canadiens de Montréal contre Blackhawks de Chicago - 2-0
- 9 avril 1935 : Maroons de Montréal contre Maple Leafs de Toronto - 4-1
- 13 avril 1944 : Canadiens de Montréal contre Blackhawks de Chicago - 5-4
- 9 avril 1946 : Canadiens de Montréal contre Bruins de Boston - 6-3
- 16 avril 1953 : Canadiens de Montréal contre Bruins de Boston - 1-0
- 10 avril 1956 : Canadiens de Montréal contre Red Wings de Détroit - 3-1
- 16 avril 1957 : Canadiens de Montréal contre Bruins de Boston - 5-1
- 18 avril 1959 : Canadiens de Montréal contre Maple Leafs de Toronto - 5-3
- 1 mai 1965 : Canadiens de Montréal contre Blackhawks de Chicago - 4-0
- 11 mai 1968 : Canadiens de Montréal contre Blues de Saint-Louis - 3-2
- 21 mai 1979 : Canadiens de Montréal contre Rangers de New York - 4-1
- 25 mai 1989 : Flames de Calgary contre Canadiens de Montréal - 4-2
- 9 juin 1993 : Canadiens de Montréal contre Kings de Los Angeles - 4-1

#### Matchs des Étoiles de la Ligue nationale de hockey
Il y eut en tout onze Matchs des Étoiles de la Ligue nationale de hockey qui ont animé la patinoire du Forum de Montréal.
- 3 octobre 1953 : La recrue Jean Béliveau fait ses débuts dans la LNH en signant un contrat de cinq ans plus tôt dans la journée. Il récolte une passe sur le but de Maurice Richard dans une défaite de Montréal par la marque de 3-1 contre les Étoiles de la ligue.
- 9 octobre 1956 : Les deux fiers rivaux Maurice Richard et Ted Lindsay ont chacun compté dans un match nul 1-1. Après la partie, Lindsay appelle une rencontre secrète parmi quelques joueurs choisis pour parler de former une union.
- 5 octobre 1957 : Le joueur des Rangers de New York Dean Prentice mène les Étoiles de la ligue à une victoire de 5-3 contre les Canadiens en récoltant un but et deux passes. Lindsay, qui a eu à s'expliquer à Chicago pour ses efforts pro-union, était réuni avec son coéquipier des Red Wings de Détroit Gordie Howe.
- 4 octobre 1958 : Jacques Plante garde le filet des Canadiens et les frères Richard, Maurice et Henri, combinent leurs efforts pour produire trois buts dans une victoire des Canadiens 6-3.
- 3 octobre 1959 : Avec une poussée de quatre buts en première période et avec les Étoiles de la ligue manquant plusieurs joueurs-vedettes dont Bobby Hull et Tim Horton pour la raison qu'ils n'ont pas encore signé de contrats avec la LNH, les Canadiens gagnent facilement 6-1.
- 1er octobre 1960 : Maurice Richard est honoré pour ses contributions au hockey, lui qui avait annoncé sa retraite quelques mois après la cinquième conquête d'affilée de la Coupe Stanley par Montréal. C'est Andrew Hebenton des Rangers qui procure la victoire aux Étoiles de la ligue 2-1 avec le but gagnant.
- 20 octobre 1965 : Les Canadiens se font déclasser par les Étoiles de la ligue 5-2, dont le trio formé de Gordie Howe, Norm Ullman des Red Wings de Détroit et Bobby Hull des Black Hawks de Chicago récoltent quatre buts et quatre passes.
- 18 janvier 1967 : Les cerbères Charlie Hodge et Gary Bauman des Canadiens combinent leurs efforts pour remporter le seul blanchissage de toute l'histoire du Match des Étoiles par la marque de 3-0 dont deux buts enfilés par John Ferguson.
- 21 janvier 1969 : Un format révisé font s'affronter les meilleurs joueurs des Divisions Est et Ouest. Un match nul est soutiré par l'Ouest de 3-3 lorsque Claude Larose des North Stars du Minnesota compte tard en troisième période.
- 21 janvier 1975 : Les Étoiles de la Conférence Prince-de-Galles écrasent 7-1 leurs rivaux de la Conférence Clarence Campbell. Parmi l'équipe gagnante, Bobby Orr obtient son seul et unique but en huit présences au Match des Étoiles.
- 6 février 1993 : Mike Gartner des Rangers mène la Conférence Prince-de-Galles avec un tour du chapeau vers une victoire écrasante de 16-6 dans un match offensif dépourvu de contact physique contre les Étoiles de la Conférence Campbell.

#### Coupe Memorial
Matchs ou la Coupe Memorial a été remportée au Forum de Montréal.
- 1950 : Canadien junior de Montréal contre Pats de Regina - 6-3
- 1970 : Canadien Junior de Montréal contre Red Wings de Weyburn - 6-5
- 12 mai 1973 : Marlboros de Toronto contre Remparts de Québec - 9-1
- 16 mai 1976 : Fincups de Hamilton contre Bruins de New Westminster - 5-2

#### Tournois de hockey internationaux
- Série du siècle 1972
- Coupe Canada

### Patinage artistique
- Championnats d'Amérique du Nord de patinage artistique 1935
- Elvis Stojko Tour le 26 septembre 1995

### Artistiques

#### Multiples spectacles
- Beniamino Gigli le 22 octobre 1925, le 19 octobre 1926 et le 12 mai 1955
- Lily Pons le 29 septembre 1939, le 7 juillet 1942 et le 18 mai 1954
- Gracie Fields du 19 au 21 septembre 1940, le 13 et 14 novembre 1941 et le 7 juin 1950
- Frank Sinatra le 19 novembre 1944, le 9 mai 1975 et le 15 octobre 1976
- Tommy Dorsey le 3 juillet 1948 et le 31 août 1950
- George Formby le 6 et 7 octobre 1949, le 9 septembre 1950 et le 9 mai 1955
- Barbara Ann Scott le 20 et 21 avril 1951 et du 4 au 11 mai 1952
- Gene Autry le 19 octobre 1951 et le 26 septembre 1954
- Mantovani le 30 septembre 1954, le 22 septembre 1955, le 21 mars 1958, le 11 octobre 1960 et le 18 juin 1963
- Ray Charles le 5 mai 1963 et le 10 août 1993
- Hank Snow le 3 juin 1965 et le 9 juin 1966
- Rolling Stones le 29 octobre 1965, le 30 juin 1966 et le 17 juillet 1972
- James Brown le 3 juin 1966, le 11 juillet 1970, le 25 septembre 1971, le 24 septembre 1972 et le 3 juin 1973
- Johnny Cash le 22 septembre 1966, le 23 octobre 1969, le 20 juin 1971 et le 26 août 1979
- The Who le 27 mars 1968, le 2 décembre 1973 et le 7 mai 1980
- Guess Who le 23 février 1970 et le 14 septembre 1975
- Led Zeppelin le 13 avril 1970, le 7 juin 1972 et le 6 février 1975
- Tom Jones le 20 juin 1970 et le 8 mars 1994
- Engelbert Humperdinck le 24 février 1971, le 30 mars 1973 et le 14 septembre 1995
- Chicago le 6 septembre 1971, le 20 octobre 1974, le 2 septembre 1976 et le 16 août 1979
- Neil Diamond le 22 octobre 1971, le 29 juillet 1978, le 23 septembre 1982 et le 12 juin 1993
- Jesus Christ Superstar le 24 novembre 1971 et le 26 janvier 1972
- Deep Purple le 20 janvier 1972, le 7 novembre 1972 et le 31 mars 1985
- Stevie Wonder le 18 février 1972, le 12 mars 1975, le 7 novembre 1980, le 2 septembre 1983 et le 8 octobre 1986
- Joe Cocker le 16 mars 1972, le 7 mai 1976 et le 10 mars 1995
- Black Sabbath le 24 mars 1972, le 20 novembre 1981, le 21 octobre 1983 et le 1er avril 1986
- Savoy Brown le 26 avril 1972 et le 1er décembre 1972
- Emerson, Lake and Palmer le 15 août 1972, le 9 décembre 1973 et le 5 septembre 1986
- Alice Cooper le 4 septembre 1972, le 27 décembre 1973, le 10 février 1988 et le 5 janvier 1990
- Elton John le 2 octobre 1972, le 17 novembre 1974, le 13 juillet 1975, le 9 septembre 1980, le 2 août 1982, le 30 octobre 1984, le 25 et 26 septembre 1989, le 13 et 14 avril 1993 et le 2 et 3 octobre 1995
- Frank Zappa le 27 octobre 1972, le 8 décembre 1975, le 10 novembre 1976, le 22 octobre 1977, le 4 octobre 1978, le 6 novembre 1980, le 8 novembre 1981 et le 2 novembre 1984
- Beach Boys le 20 novembre 1972, le 31 août 1975, le 6 septembre 1976, le 17 janvier 1977, le 22 juin 1978, le 12 juillet 1979, le 11 mai 1987, le 28 juin 1988 et le 22 août 1995
- Neil Young le 18 janvier 1973, le 24 août 1984, le 30 septembre 1986 et le 12 février 1991
- Santana le 21 février 1973, le 28 mai 1975, le 24 mai 1976, le 9 mars 1977, le 17 février 1978, le 13 mars 1979, le 29 juin 1981, le 22 septembre 1982 et le 3 novembre 1992
- Bee Gees le 26 février 1973, le 16 février 1974, le 25 août 1974, le 1er octobre 1975, le 30 novembre 1976, le 1er et 2 septembre 1979 et le 15 août 1989
- Pink Floyd le 12 mars 1973 et du 12 au 14 septembre 1987
- Johnny Winter le 5 mai 1973 et le 14 juin 1975
- Jethro Tull le 2 juin 1973, le 29 septembre 1975, le 25 mars 1977, le 13 octobre 1978, le 7 octobre 1979, le 24 septembre 1982, le 22 octobre 1984, le 20 novembre 1987 et le 27 octobre 1989
- Moody Blues le 24 octobre 1973, le 29 novembre 1978, le 22 novembre 1981 et le 27 juin 1986
- Edgar Winter le 2 novembre 1973, le 7 septembre 1974 et le 11 décembre 1975
- Bob Dylan/The Band le 11 et 12 janvier 1974 et le 4 décembre 1975
- Yes le 25 février 1974, le 18 juillet 1975, le 17 avril 1979, le 30 août 1980, le 22 août 1984, le 8 décembre 1987, le 24 avril 1991 et le 1er septembre 1994
- Cat Stevens le 19 avril 1974 et le 10 mars 1976
- David Bowie le 14 juin 1974, le 25 février 1976, le 3 mai 1978, le 12 et 13 juillet 1983 et le 6 mars 1990
- Eric Clapton le 9 juillet 1974, le 1er octobre 1974, le 7 avril 1978, le 3 mai 1985, le 6 octobre 1988 et le 3 octobre 1994
- Rick Wakeman le 8 octobre 1974 et le 14 octobre 1975
- Genesis le 15 décembre 1974, le 2 avril 1976, le 2 mars 1977, le 12 et 13 juillet 1978, le 19 et 20 juin 1980, le 3 et 4 décembre 1981 et le 20 et 21 novembre 1983
- Gentle Giant le 14 janvier 1975, le 23 février 1977 et le 1er novembre 1977
- Paul Anka le 27 août 1975, le 18 octobre 1976 et le 27 mai 1993
- Doobie Brothers le 6 septembre 1975, le 4 novembre 1976 et le 24 août 1980
- Loggins & Messina le 7 octobre 1975 et le 22 août 1976
- Rod Stewart le 24 octobre 1975, le 10 octobre 1977, le 9 mai 1979, le 31 mars et 1er avril 1982, le 18 août 1984, le 31 août 1988, le 25 novembre 1988, le 12 mai 1989, le 10 novembre 1991, le 19 novembre 1991, le 5 novembre 1993, le 11 février 1994 et le 25 février 1996
- Supertramp le 26 février 1976, le 28 et 29 juin 1977, du 18 au 20 août 1983, le 22 octobre 1985 et le 11 février 1988
- Kiss le 21 avril 1976, le 12 juillet 1977, le 6 août 1979, le 13 janvier 1983, le 13 mars 1984, le 19 octobre 1990 et le 5 octobre 1992
- Nazareth le 14 septembre 1976, le 1er mai 1978 et le 4 juin 1980
- Gino Vannelli le 10 décembre 1976, le 25 novembre 1977 et le 27 avril 1979
- Aerosmith le 13 décembre 1976, le 12 décembre 1977, le 10 janvier 1980, le 25 février 1983, le 11 août 1984, le 22 octobre 1987, le 4 janvier 1990 et le 29 et 30 juillet 1994
- Queen le 26 janvier 1977 et le 24 et 25 novembre 1981
- Styx le 25 février 1977, le 9 novembre 1977, le 15 et 16 octobre 1979, le 11 et 12 juin 1981, le 29 août 1983 et le 19 août 1991
- Peter Gabriel le 23 mars 1977, le 15 octobre 1978, le 4 juillet 1980, le 5 novembre 1982, le 25 novembre 1986, le 12 et 13 juillet 1987 et le 29 et 30 juin 1993
- Al Stewart le 16 avril 1977 et le 3 novembre 1978
- Boston le 2 mai 1977 et le 24 août 1978
- Hall & Oates le 17 juin 1977 et le 22 février 1982, le 10 et 11 mars 1983, le 15 mars 1985 et le 1er septembre 1988
- Bob Dylan le 19 septembre 1978, le 30 octobre 1981 et le 8 juillet 1988
- Heart le 5 octobre 1978, le 14 octobre 1987 et le 23 juillet 1990
- Bruce Springsteen le 8 novembre 1978, le 23 décembre 1980 et le 21 juillet 1984
- Bob Seger le 9 décembre 1978 et le 3 septembre 1980
- Rush le 27 décembre 1978, le 21 janvier 1980, le 27 mars 1981, le 8 et 9 avril 1983, le 14 et 15 juillet 1984, le 4 mars 1986, le 10 mars 1988, le 14 mai 1990, le 28 novembre 1991 et le 6 mai 1994
- Billy Joel le 11 avril 1979, le 16 juin 1980, le 14 décembre 1986 et le 22 et 23 août 1990
- Chris de Burgh le 2 mai 1979 et le 12 septembre 1980, le 23 et 24 avril 1983, le 19 juillet 1984, le 21 mai 1987 et le 27 février 1989
- Cheap Trick le 11 juin 1979, le 11 août 1980 et le 10 février 1989
- The Cars le 30 octobre 1979 et le 13 novembre 1987
- Julio Iglesias le 19 décembre 1979, le 6 juin 1981, le 27 mars 1983, le 17 août 1984, le 1er juin 1989 et le 28 mai 1991
- John Denver le 20 mars 1980 et le 29 mai 1982
- Offenbach le 3 avril 1980 (première fois qu'un groupe Québécois francophone est le spectacle principal au Forum), le 4 septembre 1981, le 17 septembre 1983 et le 1er novembre 1985
- April Wine le 18 avril 1980, le 31 août et 1er septembre 1981, le 24 et 25 novembre 1982 et le 11 juillet 1984
- Van Halen le 15 juillet 1980, le 5 août 1981, le 27 octobre 1982, le 19 avril 1984, le 20 août 1986, le 3 novembre 1991 et le 6 mai 1995
- AC/DC le 23 juillet 1980, le 12 décembre 1981, le 16 décembre 1983, le 13 septembre 1986, le 6 septembre 1988, le 6 et 7 juillet 1991 et le 21 mars 1996
- Journey le 8 août 1980 et le 22 août 1981
- Ted Nugent le 6 septembre 1980 et le 20 mars 1981
- Diane Dufresne le 8 décembre 1980 (Première fois qu'une chanteuse québécoise francophone est le spectacle principal au Forum), le 28 et 29 octobre 1982 et le 21 et 22 octobre 1993
- Kenny Rogers le 7 juin 1981, le 3 décembre 1982 et le 23 août 1985
- Tom Petty le 21 juillet 1981 et le 5 septembre 1989
- Foreigner le 5 avril 1982 et le 12 juillet 1985
- Loverboy le 8 mai 1982 et le 22 août 1983
- Pat Benatar le 4 septembre 1981, le 15 décembre 1982, le 21 février 1986 et le 10 septembre 1988
- The Kinks le 26 septembre 1981 et le 24 mai 1983
- Barry Manilow le 2 décembre 1981 et le 1er novembre 1982
- Ozzy Osbourne le 3 juin 1982, le 27 avril 1984, le 24 septembre 1986 et le 9 juillet 1989
- Air Supply le 29 juillet 1982, le 1er juin 1983, le 6 juin 1984 et le 31 octobre 1985
- Phil Collins le 16 février 1983, le 13 mai 1985, le 13 et 14 août 1990 et le 13 et 14 juin 1994
- Def Leppard le 9 juin 1983, le 12 juin 1988 et le 19 août 1992
- Bette Midler le 25 juin 1983 et le 30 août 1993
- Iron Maiden le 6 septembre 1983, le 27 novembre 1984, le 24 mars 1987, le 17 mai 1988, le 15 janvier 1991 et le 16 juin 1992
- Robert Plant le 8 septembre 1983, le 7 mai 1988, le 4 octobre 1990 et le 23 novembre 1993
- Diana Ross le 16 août 1983 et le 2 avril 1990
- Duran Duran le 7 mars 1984 et le 27 juillet 1993
- Judas Priest le 28 mars 1984, le 23 juillet 1986, le 20 juillet 1988 et le 18 octobre 1990
- Culture Club le 31 mars et 1er avril 1984
- Eurythmics le 28 juillet 1984 et le 5 novembre 1989
- Roger Waters le 31 juillet 1984 et le 6 novembre 1987
- The Scorpions le 21 août 1984, le 16 septembre 1988, le 26 avril 1991 et le 29 juin 1994
- Willie Nelson le 28 août 1984 et le 28 mars 1990
- Beau Dommage le 26 et 27 octobre 1984 et du 29 mars au 1er avril 1995
- Bryan Adams le 11 janvier 1985, le 22 septembre 1985, le 27 septembre 1985, le 26 juin 1987 et le 17 janvier 1992
- U2 le 27 mars 1985 et le 23 mars 1992
- Triumph le 3 avril 1985 et le 13 janvier 1987
- Tina Turner le 19 juillet 1985, 16 août 1985, le 27 août 1987 et le 7 juillet 1993
- Dire Straits le 23 juillet 1985 et le 13 mars 1992
- Corey Hart le 17 août 1985, le 13 février 1986 et le 25 septembre 1987
- Plácido Domingo le 19 août 1985 et le 22 juin 1994
- Mötley Crüe le 19 octobre 1985, le 27 octobre 1987 et le 20 juin 1990
- Paul Young le 25 octobre 1985 et le 25 février 1987
- ZZ Top le 6 décembre 1985, le 13 octobre 1990 et le 1er juin 1994
- Whitney Houston le 25 août 1986 et le 28 août 1987
- David Lee Roth le 1er novembre 1986 et le 9 août 1988
- Paul Simon le 25 juin 1987 et le 6 avril 1991
- Madonna (Who's That Girl Tour), les 6 et 7 juillet 1987
- Bon Jovi le 16 juillet 1987, le 3 juin 1989, le 24 février 1993, le 10 décembre 1993 et le 2 et 3 août 1995
- The Cure le 2 août 1987 et le 25 août 1989
- Depeche Mode le 15 décembre 1987, le 8 juin 1988, le 21 juin 1990, le 8 septembre 1993 et le 21 juin 1994
- Sting le 12 février 1988, le 11 mars 1991 et le 2 juin 1993
- Whitesnake le 5 mai 1988 et le 16 juin 1990
- INXS le 5 août 1988 et le 8 mars 1991
- Midnight Oil le 11 octobre 1988 et le 23 mai 1990
- Randy Travis le 2 février 1989 et le 26 février 1992
- Metallica le 12 avril 1989, le 17 novembre 1991 et le 12 et 13 février 1993
- The Cult le 12 décembre 1989 et le 3 janvier 1992
- Melissa Etheridge le 12 mai 1990, le 10 mars 1994 et le 21 juin 1995
- Céline Dion le 19 juin 1991, du 2 au 4 avril 1993, le 6 et 7 avril 1993, du 25 au 27 mars 1994, du 29 mars au 1er avril 1994 et du 24 au 26 novembre 1994
- Michael Bolton le 26 novembre 1991 et le 30 août 1994
- Roch Voisine le 8 mai 1992, du 14 au 20 avril 1994, le 23 et 24 mars 1995 et le 21 avril 1995
- Patrick Bruel le 19 novembre 1992 et le 25 octobre 1994
- Ice Capades: Mitsou du 26 au 31 décembre 1992
- Jean-Marc Parent le 24 et 25 septembre 1993, le 4 et 5 février 1994, le 30 avril 1994, le 28 mai 1994, le 24 septembre 1994 et le 6 et 7 avril 1995, le 31 mars 1996
- Stéphane Rousseau du 3 au 5 juin 1994
- Francis Cabrel du 19 au 22 janvier 1995
- Claudine Mercier le 27 et 28 avril 1995
- Marjo le 9 et 10 juin 1995

#### Années 1920-1930-1940
- John McCormack le 6 octobre 1926
- Benny Goodman le 28 juin 1938
- Cab Calloway le 2 septembre 1938
- Guy Lombardo le 17 septembre 1938
- Paul Whiteman le 6 octobre 1938
- Sonja Henie le 9, 10 et 12 décembre 1938
- Grace Moore le 21 avril 1942
- Tommy Dorsey/Frank Sinatra le 6 mai 1942
- Paul Robeson le 19 mai 1942
- Conférence Dorothy Thompson le 14 avril 1943
- Sigmund Romberg le 14 et 15 mai 1943
- Vincent Lopez le 5 et 6 juin 1943
- Woody Herman le 26 juin 1945
- Harry James le 11 juillet 1947
- Desi Arnaz le 11 août 1947
- Milton Berle Night of Stars le 20 novembre 1947
- Tex Beneke et l'orchestre de Glenn Miller le 14 juin 1948
- Orchestre Artie Shaw le 20 septembre 1949
- Bob Hope le 14 octobre 1949
- Eddie Cantor le 5 décembre 1949

#### Années 1950-1960
- Spike Jones le 9 mai 1950
- Jack Benny le 2 juin 1950
- Billy Eckstine et George Shearing le 23 octobre 1950
- Orchestre Xavier Cugat le 24 mai 1951
- Duke Ellington le 7 octobre 1951
- Frankie Laine le 20 avril 1952
- Billy Eckstine le 10 octobre 1952
- Metropolitan Opera les 22 et 23 mai 1953
- Ted Heath le 22 octobre 1957
- José Greco le 6 janvier 1958
- Maria Callas le 17 octobre 1958
- Renata Tebaldi le 23 février 1959
- Stan Kenton/Count Basie le 16 octobre 1960
- Judy Garland le 29 octobre 1961
- Louis Armstrong All-Stars le 4 août 1964
- Les Beatles le 8 septembre 1964
- Dave Clark Five le 29 octobre 1964
- Sammy Davis, Jr. le 21 novembre 1965
- Gene Pitney le 29 avril 1966
- Andy Williams le 13 octobre 1967
- Juin à octobre 1968 : Rénovation du Forum
- The Temptations le 30 mai 1969
- Steppenwolf/Robert Charlebois le 23 juin 1969
- The Doors le 14 septembre 1969
- Diana Ross & The Supremes le 2 octobre 1969
- Janis Joplin le 4 novembre 1969

#### Années 1970
- The 5th Dimension le 16 février 1970
- Glen Campbell le 14 mai 1970
- Louis Armstrong le 27 août 1970
- Blood, Sweat and Tears le 28 août 1970
- Steppenwolf le 19 décembre 1970
- Dean Martin le 4 octobre 1971
- Ten Years After le 29 octobre 1971
- Faces le 10 décembre 1971
- Isaac Hayes le 8 février 1972
- Sly and The Family Stone le 3 mars 1972
- David Cassidy le 3 avril 1972
- Ike & Tina Turner le 7 mai 1972
- René Simard le 13 mai 1972
- Humble Pie le 27 juin 1972
- Leon Russell le 20 septembre 1972
- James Last le 23 août 1973
- Gilbert O'Sullivan le 24 septembre 1973
- King Crimson le 3 mai 1974
- B. B. King le 25 juillet 1974
- Lawrence Welk le 20 août 1974
- Rory Gallagher le 1er novembre 1974
- Barry White le 12 novembre 1974
- George Harrison le 8 décembre 1974
- Strawbs le 9 octobre 1975
- Manfred Mann's Earth Band le 20 décembre 1975
- Carole King le 2 mars 1976
- Bad Company le 19 avril 1976
- Eagles le 29 mars 1977
- Sonny & Cher le 9 août 1977
- Peter Frampton le 16 août 1977
- Garland Jeffreys le 3 juin 1978
- Bob Marley & The Wailers le 10 juin 1978
- Crosby, Stills & Nash le 18 juillet 1978
- Donna Summer le 21 octobre 1978
- Grease le 6 novembre 1978
- Village People le 21 avril 1979
- Burton Cummings le 28 juin 1979
- Abba le 6 octobre 1979

#### Années 1980
- Gary Numan le 15 octobre 1980
- The Jacksons le 4 août 1981
- Claude Dubois le 4 juin 1982
- The Commodores le 15 juin 1982
- Olivia Newton John le 25 août 1982
- Luciano Pavarotti le 19 novembre 1982
- Kool & The Gang le 21 juin 1983
- Men At Work le 11 août 1983
- Lionel Ritchie le 22 septembre 1983
- The Clash le 2 mai 1984
- David Gilmour le 11 mai 1984
- Cyndi Lauper le 16 novembre 1984
- Bill Cosby le 30 mars 1985
- Foreigner le 12 juillet 1985
- Howard Jones le 22 novembre 1985
- Thompson Twins le 29 décembre 1985
- Simple Minds le 17 mai 1986
- Julian Lennon le 13 juin 1986
- Kenny Rogers/Dolly Parton le 9 octobre 1986
- The Pretenders le 17 mars 1987
- Billy Idol le 29 mai 1987
- Smokey Robinson le 13 octobre 1987
- Fleetwood Mac le 20 octobre 1987
- The Box le 4 décembre 1987
- R.E.M. le 14 avril 1989
- George Benson/B. B. King le 29 juin 1989
- Debbie Gibson le 5 août 1989
- Fine Young Cannibals le 21 septembre 1989
- Paul McCartney le 9 décembre 1989

#### Années 1990
- Richard Marx le 15 février 1990
- Janet Jackson le 19 mars 1990
- New Kids on the Block le 24 mars 1990
- Tears for Fears le 16 mai 1990
- Steve Ray Vaughan/Joe Cocker le 11 juillet 1990
- Don Henley le 16 juillet 1990
- Milli Vanilli le 9 août 1990
- Ronnie James Dio le 15 août 1990
- Sinéad O'Connor le 18 août 1990
- Cher le 28 août 1990
- Poison le 27 novembre 1990
- Vanilla Ice le 22 août 1991
- Gloria Estefan le 19 septembre 1991
- Roxette le 4 mars 1992
- Paula Abdul le 12 mai 1992
- Prince le 29 mars 1993
- Aretha Franklin le 5 avril 1993
- Marie Carmen le 29 mai 1993
- Dick Rivers le 31 mai 1993
- Leonard Cohen le 10 juin 1993
- Charles Trenet le 20 juillet 1993
- Niagara le 26 juillet 1993
- Julien Clerc le 8 octobre 1993
- Warda le 15 octobre 1993
- Luther Vandross le 19 octobre 1993
- Billy Ray Cyrus le 7 novembre 1993
- Meat Loaf le 25 novembre 1993
- José Carreras le 13 février 1994
- Natalie Cole le 2 mai 1994
- Míkis Theodorákis le 14 mai 1994
- Elvis Costello le 6 juin 1994
- Patricia Kaas le 27 juin 1994
- Daniel Bélanger le 2 décembre 1994
- Jon Secada le 13 mars 1995
- Seal le 31 mai 1995
- B. B. King/Buddy Guy le 30 juin 1995
- Jimmy Page/Robert Plant le 18 octobre 1995
- Green Day le 27 octobre 1995
- Jean-Marc Parent/Marjo le 31 décembre 1995

## Film tourné au Forum de Montréal
- 1961 : le catch, court métrage documentaire de Michel Brault, Claude Fournier, Marcel Carrière, Claude Jutra